# Benjamin Griveaux
Pour les articles homonymes, voir Griveau.
Benjamin Griveaux, de son nom complet Benjamin-Blaise Griveaux, né le 29 décembre 1977 à Saint-Rémy (Saône-et-Loire), est un homme politique français.
D'abord militant du Parti socialiste, il est collaborateur de Dominique Strauss-Kahn de 2003 à 2007, puis exerce différents mandats locaux en Saône-et-Loire de 2008 à 2015 (conseiller municipal de Chalon-sur-Saône, vice-président de l'agglomération de Chalon-sur-Saône, vice-président du conseil général de Saône-et-Loire). Il est membre du cabinet du ministre de la Santé Marisol Touraine de 2012 à 2014, puis directeur de la communication et des affaires publiques d'Unibail-Rodamco de 2014 à 2016.
Proche d'Emmanuel Macron à partir de 2015, il participe à la fondation d'En marche et devient porte-parole du mouvement. Il est élu député en 2017 dans la cinquième circonscription de Paris et devient secrétaire d'État auprès du ministre de l'Économie et des Finances au sein du gouvernement Philippe II. De novembre 2017 à 2019, il exerce la fonction de porte-parole du gouvernement, rattaché au Premier ministre.
Il démissionne du gouvernement pour se présenter aux élections municipales de 2020 à Paris, pour lesquelles il obtient l'investiture de La République en marche au détriment de Cédric Villani, qui se présente en candidat dissident. Un mois avant le scrutin, la divulgation de vidéos privées à caractère sexuel par Piotr Pavlenski le conduit à retirer sa candidature alors qu’il faisait face, d'autre part, à de mauvais sondages.
Il démissionne de son mandat de député en 2021 pour créer un cabinet de conseil en stratégie dédié aux dirigeants d'entreprises.

## Famille et études
Né à Saint-Rémy, Benjamin Griveaux est le fils d'un notaire, Patrick Griveaux, et d'une avocate de Chalon-sur-Saône, Katherine Griveaux. Celle-ci, rocardienne, milite au Parti socialiste unifié, tandis que son père tend à soutenir Raymond Barre. Enfant, il veut devenir joueur de tennis professionnel et travaille avec l'ancien entraîneur de David Wheaton.
Après avoir été pensionnaire à l'Institution des Chartreux, à Lyon, il est diplômé de Sciences Po Paris et de HEC Paris en 2003 mais échoue au concours d'entrée de l'ENA,, ce qu'il commente en affirmant que ses diplômes et son CV, fils de notaire ayant reçu une éducation jésuite, ne pouvaient pas plaire au jury « chevènementiste ».
Il est marié à l'avocate Julia Minkowski, qui a participé à l'élaboration du programme justice d'Emmanuel Macron pendant la campagne présidentielle de 2017. Elle est petite-fille du pédiatre Alexandre Minkowski, nièce du chef d'orchestre Marc Minkowski,,. Le couple a trois enfants.

## Carrière et parcours politique

### Collaborateur de Dominique Strauss-Kahn
Benjamin Griveaux est repéré en 2000 par Bettina Laville, ancienne conseillère de François Mitterrand et de Lionel Jospin. Par l'intermédiaire d'Olivier Ferrand, il rejoint les cercles « rocardo-strauss-kahniens ». Engagé au Parti socialiste (PS), il milite vers 2003 dans le 3e arrondissement de Paris. Selon Pierre Aidenbaum, alors maire PS de l’arrondissement, « il est arrivé avec une dizaine d’autres issus des cercles DSK » qui « tentaient de noyauter la section ».
De 2003 à 2007, il est collaborateur de Dominique Strauss-Kahn en tant que délégué national d’« À gauche en Europe », club de réflexion que ce dernier a fondé avec Michel Rocard,,,,. Avec Ismaël Emelien, Cédric O, Stanislas Guerini ou encore Sibeth Ndiaye, il fait partie de son équipe de campagne pour la primaire PS de 2006. Il plaide alors pour qu'il se présente en dehors du PS. L'Obs indique qu'« au sein de la « bande de la Planche » (en référence à la rue du QG), il fait office de « grand frère », aux côtés de Matthias Fekl et Olivier Ferrand ». Le Monde précise qu'« il est un junior aux côtés des chaperons, Jean-Christophe Cambadélis ou Jean-Marie Le Guen, mais il encadre des encore plus juniors que lui. Il fait passer son entretien d’« embauche » à Ismaël Emelien, 18 ans à peine, couve Stanislas Guerini et Cédric O ». Son ton jugé arrogant et son ambition non dissimulée lui attirent cependant de fortes inimitiés,.

### Première carrière dans le privé
En 2003, il fonde le cabinet de conseils en recrutement Médiane Conseil, dont il est également le gérant, et membre du conseil d'administration entre 2006 et 2013.
« Las de piétiner en politique » selon Libération, il décide de rejoindre le secteur privé, où il envisage de faire carrière « pendant une dizaine d’années », et occupe le poste de directeur de la communication et des affaires publiques d'Unibail-Rodamco de 2014 à octobre 2016,,. Sa mission consiste, selon le journaliste Vincent Jauvert, pour un revenu de 17 000 € mensuels, à « contrôler que personne au ministère des Finances ou au Parlement ne propose d’abolir » une niche fiscale favorable à l'entreprise.

### Élu local en Saône-et-Loire
Il est élu conseiller municipal de Chalon-sur-Saône en 2008, sur la liste de Christophe Sirugue,, et vice-président de l'agglomération de Chalon-sur-Saône ; il est également président de l'Agence pour le développement économique de la région de Chalon-sur-Saône (Aderc),. Il est réélu conseiller municipal lors des élections municipales de 2014 sur la liste de Christophe Sirugue, désormais dans l'opposition. En juin 2015, il démissionne du conseil municipal et du conseil communautaire en raison de son arrivée chez Unibail-Rodamco. Libération indique qu'il est alors « embourbé à Chalon dans une guerre de tranchées avec le cabinet de Sirugue qui lui barre l’accès à la mairie ».
Élu dans le canton de Chalon-sur-Saône-Centre en 2008,, il est également vice-président du conseil général de Saône-et-Loire sous la présidence d'Arnaud Montebourg : il indique avoir « toujours été son opposant dans sa majorité ». Il est chargé de l'économie, de l'emploi et de l'insertion. Il ne se représente pas lors des élections départementales de 2015.

### Membre du cabinet de Marisol Touraine sous la présidence Hollande
Il fait partie de l'équipe de campagne de François Hollande pour la primaire citoyenne de 2011, au sein de laquelle il est délégué à l'économie sociale et solidaire. En novembre 2012, il entre au bureau national du PS.
Il intègre en 2012 le cabinet de la ministre de la Santé Marisol Touraine. À cette occasion, il est repéré pour sa défense des territoires ruraux face à la capitale, n'hésitant pas à déclarer : « Paris n'est pas la France, on souffre trop du monde médiatique qui se nourrit de députés franciliens ». Il rompt avec François Hollande au moment du débat sur la déchéance de nationalité.
À cette époque, il est par ailleurs conseiller de la fondation Jean-Jaurès sur les questions sociales, et publie en 2012 un essai intitulé Salauds de pauvres. Pensé comme une réponse aux propos de Laurent Wauquiez, qui a qualifié « l'assistanat » de « cancer de la société », celui-ci cherche à débusquer les idées fausses en ce qui concerne les minima sociaux. Il affirme notamment que, contrairement aux idées reçues, les bénéficiaires de ces aides ne gagnent pas plus en restant chez eux que s'ils travaillaient,,,,,.

### Cofondateur et cadre d'En marche
Benjamin Griveaux devient proche d'Emmanuel Macron à partir d'octobre 2015, par l'intermédiaire d'Ismaël Emelien, et fait partie de ceux qui travaillent à la création d'En marche, dont il est le principal porte-parole jusqu'à la campagne présidentielle, chargé de la riposte,,. Étienne Girard, du magazine Marianne, le présente comme le « chef de file naturel » d'« apparatchiks » issus du Parti socialiste qui ont rejoint Emmanuel Macron. Il apparaît régulièrement à la télévision au cours de la campagne présidentielle, et accède ainsi pour la première fois à la notoriété au niveau national.

### Député de laXVelégislature
Il est investi par LREM aux élections législatives de 2017 dans la cinquième circonscription de Paris, qu'il remporte le 18 juin 2017 lors du second tour face à la députée socialiste sortante Seybah Dagoma. Alors qu'il est absent du premier gouvernement Édouard Philippe, il cherche à prendre la tête de LREM mais Emmanuel Macron s'y oppose. Il n’occupe son mandat de député qu'un seul mois, rejoignant le second gouvernement d'Édouard Philippe et laissant son siège à l'Assemblée nationale à sa suppléante Élise Fajgeles. Il redevient automatiquement député le 28 avril 2019, un mois après avoir quitté le gouvernement pour se présenter en tant que tête de liste LREM pour les élections municipales de 2020 à Paris.
Le 12 mai 2021, Benjamin Griveaux annonce sur LinkedIn avoir démissionné de son mandat de député de Paris dans une lettre remise la veille au président de l'Assemblée nationale.

### Membre du second gouvernement Philippe

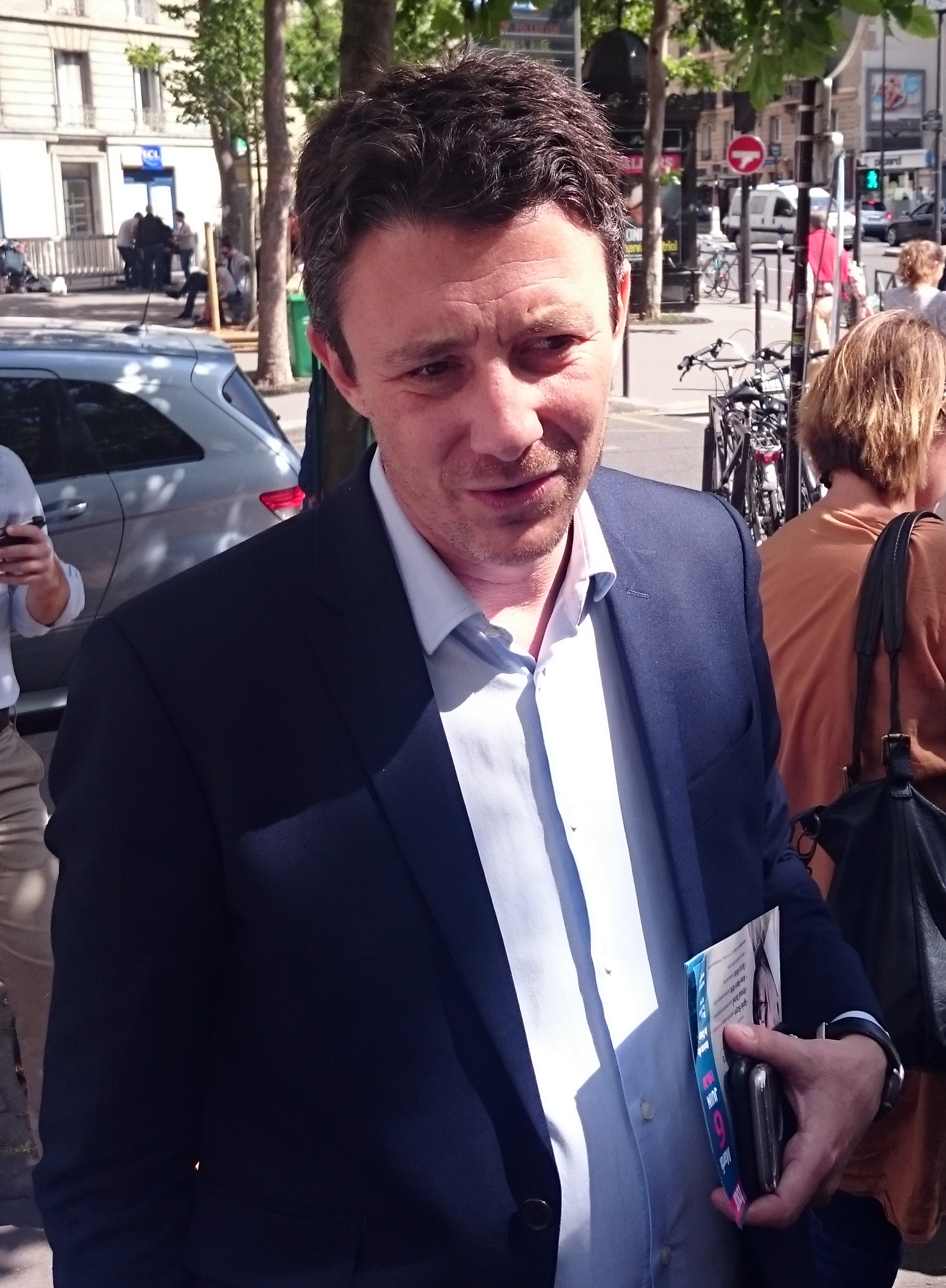
Benjamin Griveaux en 2017.

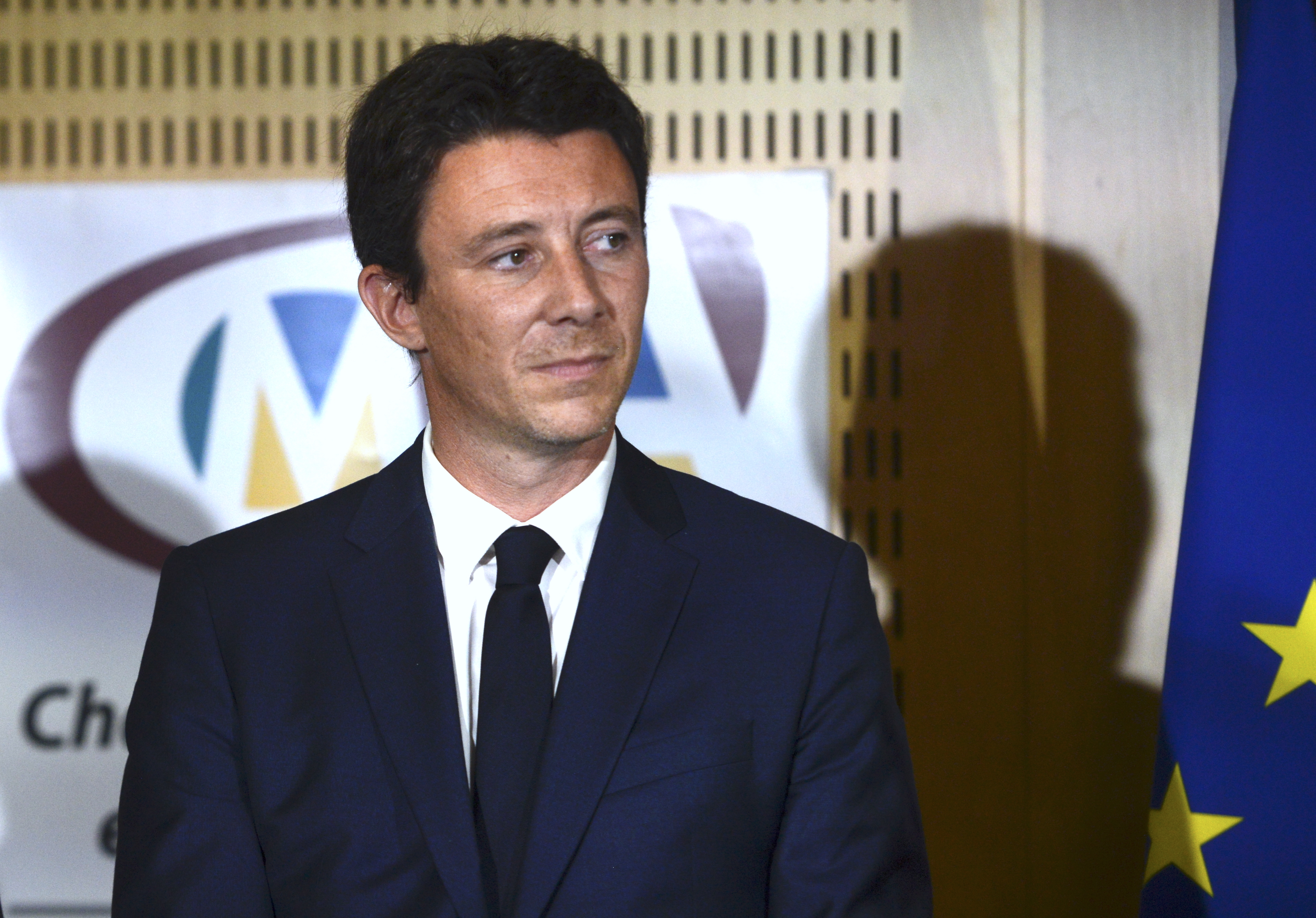
Benjamin Griveaux, le 05 septembre 2017 à Dijon.

Le 21 juin 2017, il est nommé secrétaire d'État auprès du ministre de l'Économie et des Finances, Bruno Le Maire, au sein du second gouvernement d'Édouard Philippe. Ses attributions ministérielles sont les mêmes que celles du ministre. Il travaille sur des dossiers industriels pour sauver des emplois, sur la préparation du projet de loi « entreprises » et sur l'attractivité financière de la place de Paris, contribuant à l'installation de l'Autorité bancaire européenne à La Défense,,.
Le 24 novembre 2017, il quitte son poste pour devenir porte-parole du gouvernement en tant que secrétaire d'État auprès du Premier ministre.
Selon un classement établi par Le Figaro, il est la personnalité politique la plus invitée dans les matinales entre le 21 août 2017 et le 13 juillet 2018, avec 43 passages, 7 % des entretiens et près d'une intervention par semaine,. D’août 2018 à juillet 2019, il est la 3e personnalité politique la plus présente dans les matinales, avec 42 passages.
Au cours du mois d'octobre 2018, il est remarqué pour deux sorties successives qui font polémique. Le 25 octobre 2018, il déclare que « Mélenchon, Le Pen, Wauquiez et Faure sont des faussaires de la politique ». Lui répondant, Marine Le Pen déclare alors que « ce gouvernement est un ramassis d'arrogants ». Le 28 octobre suivant, critiquant la proposition de Laurent Wauquiez d'aider certains ménages à payer leurs dépenses de carburant avec des « tickets-carburant » sur le modèle des tickets-restaurant, il déclare que Wauquiez est « le candidat des gens qui fument des clopes et qui roulent au diesel ». Tandis que le président des Républicains y voit un mépris pour les Français, Benjamin Griveaux considère cette proposition comme une subvention à la pollution et affirme que 73 000 personnes meurent chaque année du fait de la pollution et 48 000 du fait des particules fines,,,,. Alors que ces propos écornent son image, il les dément, puis annonce les regretter,.
Le 5 janvier 2019, lors de l’« acte VIII » du mouvement des Gilets jaunes, le portail de l’entrée de l'hôtel de Rothelin-Charolais (siège du porte-parole du gouvernement) est détruit par des manifestants à l’aide d’un chariot élévateur, ce qui conduit à son évacuation. Selon Le Monde, « c’est la première fois qu’un ministre de la Ve République est contraint de s’enfuir de son bureau en courant ». Le journal estime que « l’attaque de son ministère n’est sans doute pas sans lien avec ce que peut susciter Benjamin Griveaux : une image de teigneux prêt à défendre la Macronie jusqu’à la provocation ». Il s'agit également de la première intrusion dans un local gouvernemental depuis le saccage en 1999 par des agriculteurs du bureau de Dominique Voynet, au ministère de l'Aménagement du territoire et de l'Environnement.

### Élections municipales de 2020 à Paris

#### Campagne
Candidat à l'investiture de La République en marche pour les élections municipales de 2020 à Paris, Benjamin Griveaux quitte le gouvernement le 27 mars 2019 et retrouve son siège à l'Assemblée nationale un mois plus tard. Pendant sa campagne, ses absences à l'Assemblée nationale lui sont reprochées ; il affirme quant à lui s'être consacré à sa circonscription depuis son départ du gouvernement,.
Dans sa campagne pour l'investiture de LREM, il reçoit le soutien de Marlène Schiappa, Aurore Bergé, Richard Ferrand, Gabriel Attal, Julien Denormandie, Brune Poirson, Julien Bargeton et de 34 élus parisiens, bénéficie du désistement en sa faveur d'Antonio Duarte (UDE), et assure en privé qu'il a le soutien d'Emmanuel Macron,,. Libération estime que son précédent poste de porte-parole du gouvernement « lui a assuré une notoriété sans égale par rapport à ses concurrents » et qu'il « fait quasiment le plein des cadres LREM et des députés de la capitale ». Il cherche cependant à se défaire d'une image d'« ambitieux arrogant » et de « candidat du pouvoir ». Dans les semaines précédant l'annonce de l'investiture, Benjamin Griveaux reste le favori de l’Élysée, mais Cédric Villani gagne du terrain dans les sondages,,. Alors que l'ensemble de ses concurrents appellent à la tenue d'une élection primaire, LREM maintient la désignation par sa commission nationale d'investiture,. Benjamin Griveaux obtient l'investiture face à Hugues Renson et Cédric Villani le 10 juillet 2019. 
Une semaine plus tard, Le Point révèle ses propos privés insultants envers les autres candidats de LREM à l'investiture (Hugues Renson, Mounir Mahjoubi, Cédric Villani ainsi qu'à l'égard de Pierre-Yves Bournazel,,). Benjamin Griveaux présente ses excuses pour ces propos, qui mettent à mal sa stratégie affichée de rassemblement,.
En août 2019, en vue de récolter des dons, Benjamin Griveaux crée un micro-parti. L'Union des démocrates et indépendants (UDI) lui apporte son soutien en septembre 2019. Mais le même mois, Cédric Villani officialise sa candidature dissidente. Alors que les deux candidats sont au coude-à-coude dans les sondages, Hugues Renson estime qu'« il n’y a pas de candidat naturel » pour le parti. François Bayrou, président du Mouvement démocrate (MoDem), deuxième formation de la majorité présidentielle, refuse d'apporter son soutien à Benjamin Griveaux ou à Cédric Villani et appelle à un « plan B ». En octobre 2019, Emmanuel Macron confie qu'il ne « [croit] plus » à la candidature de Benjamin Griveaux, et « pas encore » à celle de Cédric Villani,. En décembre 2019, Édouard Philippe s'affiche à ses côtés. En janvier 2020, Pierre-Yves Bournazel (qui comptait se présenter comme tête de liste Agir) annonce qu'il le rejoint. Le même mois, un sondage le situe pour la première fois en troisième position, derrière Anne Hidalgo et Rachida Dati, ce qui conduit LREM à accentuer la pression sur Cédric Villani pour qu’il retire sa candidature. Selon Le Monde, « les résultats de cette enquête d’opinion ont eu un effet dévastateur au sein de la majorité, en venant anéantir les espoirs de conquête de nombreux macronistes dans la capitale. [...] Qu’ils soient au gouvernement, au groupe à l’Assemblée nationale ou au parti, peu croient dans les chances de Benjamin Griveaux de l’emporter ».

#### Programme
Benjamin Griveaux mène campagne en se présentant comme le candidat des classes moyennes. Il propose notamment d'« imposer un moratoire de six mois » sur les travaux, d'interdire de circulation les cars roulant au diesel au profit des cars hybrides ou à hydrogène, de mettre en place un examen respiratoire « à trois moments de la vie des enfants », de changer les systèmes d'aération des 8 000 classes parisiennes d'ici à la fin du mandat, de créer une mutuelle municipale, de créer un chèque annuel de 50 heures de garde à destination des familles monoparentales, de déployer 5 000 caméras de vidéosurveillance supplémentaires d'ici 2026 et de radars sonores pour verbaliser les véhicules bruyants, de financer à 50 % une porte blindée pour les Parisiens les plus modestes, de doubler l'amende pour incivilité, d'ouvrir certains marchés alimentaires plus tard le soir, de privatiser la collecte des déchets pour dédier entièrement les agents de la ville qui en sont chargés au nettoyage des rues, de tripler le budget de la lutte contre les rats ; il s'oppose par ailleurs « à la réduction à tout prix des voiries » pour pouvoir y faire rouler « des voitures, des bus, des navettes électriques et propres »,,.
Sa proposition de créer une police municipale de 5 000 hommes « équipés de caméras-piétons » et « d'armes létales », retient l'attention. Benjamin Griveaux affirme avoir voté fin novembre 2019, de même que le groupe LREM, contre un amendement destiné à créer une police municipale dans la capitale, jugeant la méthode trop précipitée — il s'avère finalement qu'il n'était pas présent lors de ce vote, ce qu'il confirme en invoquant « des raisons personnelles ». En janvier 2020, il dépose à l’Assemblée nationale une proposition de loi visant à créer une police municipale. Il reconnaît avoir été défavorable à cette mesure par le passé. Anne Hidalgo défend elle aussi la création d'une police municipale depuis janvier 2019, après s'y être longtemps opposée, mais en refusant que les policiers soient équipés d'armes létales, ce que Benjamin Griveaux présente comme un « point de divergence majeur ».
En janvier 2020, il annonce sa volonté de déplacer la gare de l'Est aux portes de la capitale ou en banlieue, par exemple porte de la Villette, libérant ainsi 30 hectares pour créer un « Central Park parisien ». Cette proposition suscite un large scepticisme,,. Il annonce également souhaiter que la mairie de Paris verse jusqu'à 100 000 euros d'apport aux ménages, sous conditions de ressources, pour qu'ils puissent acheter leur résidence principale dans la capitale. Cette proposition suscite là encore un large scepticisme, notamment chez les acteurs de l'immobilier,.

#### Divulgation de vidéos privées et retrait
Dans la soirée du 13 au 14 février 2020, sur un site dénommé pornopolitique.com, propriété de Piotr Pavlenski, artiste et réfugié politique russe, sont présentées des copies d'écrans de smartphone affichant des échanges intimes via messagerie instantanée entre Benjamin Griveaux et une jeune femme. Benjamin Griveaux avait réalisé lui-même ces vidéos de masturbation dans son bureau ministériel et les avait envoyées à la future compagne de Piotr Pavlenski. La diffusion de ces échanges, notamment une vidéo à caractère sexuel, sera immédiatement accélérée par le partage sur Twitter du lien vers le site par la députée Eva Son-Forget. Dès le lendemain midi, Benjamin Griveaux annonce retirer sa candidature aux élections municipales pour la mairie de Paris. Certains médias évoquent « un renoncement inédit », « une affaire sans précédent en France » ou « un tournant dans la vie politique française ». Libération souligne que le candidat était déjà en difficulté, relégué en troisième position, à 15 % dans les sondages.
La classe politique lui apporte un bref mais large soutien au nom du respect de la vie privée,. Toutefois, selon le Huffington Post, « une petite musique parallèle existe également et fait de l’ancien porte-parole du gouvernement d’Édouard Philippe le seul responsable de ses mésaventures ». Ces critiques publiques ont notamment pour origine Marine Le Pen,, Olivier Faure premier secrétaire du parti socialiste,, Serge July, fondateur de Libération, Christophe Barbier éditorialiste politique sur le plateau de LCI. Selon Le Canard Enchaîné, la première réaction du chef de l'État Emmanuel Macron aurait été en privé l'exaspération,,. Certaines des critiques envers Benjamin Griveaux ont fait l'objet d'oppositions virulentes et d'attaques personnelles, notamment de Christophe Castaner, qui mentionne des éléments de la vie privée d'Olivier Faure,,,. Le Point indique : « L'union sacrée de la classe politique aura été de courte durée. »
L'activiste explique qu’il voulait « dénoncer l’hypocrisie » du candidat LREM, qui faisait selon lui campagne en mettant en avant « les valeurs familiales traditionnelles ».
Auditionné par la Brigade de répression de la délinquance contre la personne (BRDP) le 15 février 2020, Benjamin Griveaux reconnaît, selon Le Point, « être l'auteur des vidéos qui ont déclenché l'affaire qui porte désormais son nom ». Il déclare aux enquêteurs avoir envoyé cinq ou six vidéos entre mai et août 2018 à Alexandra de Taddeo, étudiante en droit dont il avait fait la connaissance en ligne, et ne l'avoir rencontrée qu'une seule fois, en août. Celle-ci affirme que Benjamin Griveaux l'a ajoutée sur Facebook Messenger en avril 2018 et qu'ils se sont rencontrés une fois en mai pour « une relation sexuelle consentie ». Elle dit avoir gardé les vidéos pour se protéger. Deux vidéos ont été rendues publiques par Piotr Pavlenski, compagnon d'Alexandra de Taddeo, à l'insu de cette dernière selon les déclarations de Taddeo à la police. Benjamin Griveaux porte plainte contre X pour atteinte à la vie privée. L'activiste russe déclare qu'il a d'autres vidéos d'hommes politiques et que l'affaire Griveaux n'est qu'un « début »,.
Pendant sa garde à vue, les quatre téléphones portables et l'ordinateur d'Alexandra de Taddeo sont saisis. Selon les sources de Marianne, toutes les conversations avec Benjamin Griveaux ont été effacées avant cette saisie, ainsi que la ou les vidéos qu'elle lui a envoyées. Des expertises judiciaires sont ordonnées pour tenter de récupérer les fichiers supprimés.
La divulgation des vidéos a parfois été assimilée à du kompromat, une pratique permettant à la fois l'option de jeter le discrédit ou celle d'effectuer chantage, et manipulation sur la personne de pouvoir visée. Dans un article de L'Express, David Pauget fait un parallèle avec d'autres victimes tombées de façon similaire, et de personnes ayant dû démissionner pour éviter des pressions sur le pouvoir. Dans son éditorial Yaël Goosz, chef du service politique de France Inter, interpelle sur les risques : « Ça fait déjà des années qu’au Quai d’Orsay, on forme le personnel contre les risques de pression et de chantage liés aux traces qu’on laisse sur le numérique. Benjamin Griveaux, ancien porte-parole de la sixième puissance mondiale, pouvait-il l’ignorer ? »

### Retour à la députation
Son affaire sort rapidement de l'actualité, qui fait place à celle de la pandémie de Covid-19. Il s'éloigne de l'Assemblée nationale pendant quatre mois, passant la période de confinement dans sa région natale. Il reprend sa place de député en juin 2020. Pendant l'été 2020, il lui est confié coup sur coup deux missions « flash » (plus courtes que des missions d'information). Sa première mission, qu'il effectue pour la BITD avec Jean-Louis Thiériot, concerne la place des industries de défense dans le plan de relance économique après la pandémie, un dossier technique dont il n'est pas spécialiste,,. Le 21 juillet 2020, il fait son retour sur les réseaux sociaux et annonce qu'il va présenter les conclusions de l'étude. Les deux élus proposent d'accélérer les programmes d'armements « pour parer au risque » d'une perte d'autonomie du secteur. La seconde mission a pour objet « les moyens d'assurer aux jeunes une meilleure alimentation accessible à tous ».
Le 11 mai 2021, Benjamin Griveaux annonce sur LinkedIn qu'il « met un terme à sa carrière politique et retourne dans le privé ». Selon Le Monde, cette date ne doit rien au hasard : « [il] a sciemment choisi d’attendre qu’il reste moins d’un an avant l’élection présidentielle. Ainsi sa démission ne provoque-t-elle pas une législative partielle que La République en marche risquerait de perdre ».

### Reconversion dans le privé
Le 12 mai 2021, au lendemain de sa démission de l'Assemblée nationale, Benjamin Griveaux annonce la création d'un cabinet de conseil en stratégie destiné aux dirigeants d'entreprises. À partir de la rentrée 2021, il co-anime, avec Florence Duprat, une émission économique mensuelle sur BSmart TV.
Il a également monté une société de services financiers, et une autre d’immobilier.

## Ouvrages
- Deux ans après, roman de politique fiction co-écrit avec Sean Christian, 2007 (lire en ligne).
- Les Élites, Dalloz-Sirey, 2007.
- Salauds de pauvres ! Pour en finir avec le choix français de la pauvreté, Fayard, 2012.